# Cámara de la Asamblea de Dominica
La Cámara de la Asamblea (en inglés House of Assembly) es la legislatura de Dominica . Está establecido por el Capítulo III de la Constitución de Dominica, y junto con el Presidente de Dominica constituye el Parlamento de Dominica. La Cámara es unicameral y está integrada por veintiún diputados, nueve senadores y el Fiscal General como miembro ex officio . El Portavoz de la Cámara se convierte en el trigésimo segundo miembro si es elegido fuera de la membresía de la Cámara.
Los representantes son elegidos directamente en distritos uninominales utilizando el sistema de mayoría simple por un período de cinco años. Los representantes, a su vez, deciden si los senadores han de ser elegidos por su voto o designados. Si son designados, cinco son elegidos por el presidente con el consejo del Primer Ministro y cuatro con el consejo del Líder de la Oposición . Se nombran los actuales senadores.
El Gabinete de Dominica es designado de miembros de la Cámara de la Asamblea. Sin embargo, no más de tres senadores pueden ser miembros del Gabinete.

## Historia

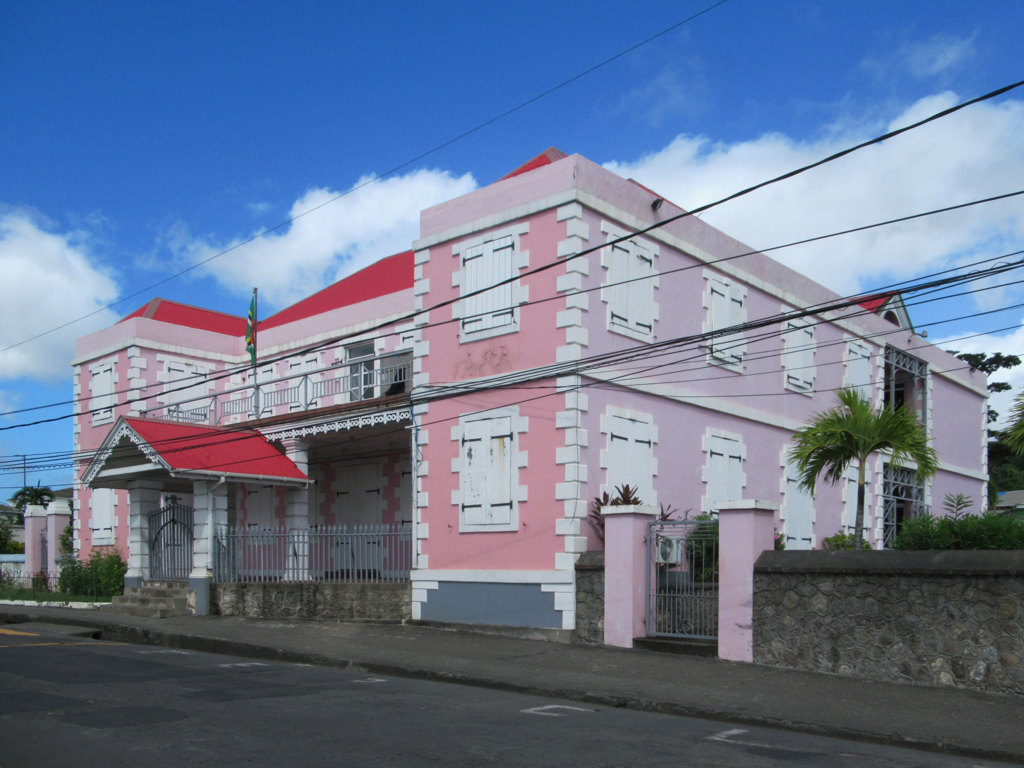
El edificio del Parlamento en Roseau

La Cámara de la Asamblea se estableció en 1968 y fue precedida por un consejo legislativo colonial.

## Afiliaciones internacionales
- Asamblea Parlamentaria Paritaria ACP-UE
- Grupo Parlamentario de Amistad Canadá -CARICOM
- Asociación Parlamentaria de la Commonwealth
- ParlAmericas[2]